# Star Spangled Rhythm
Star Spangled Rhythm ist ein US-amerikanischer Musicalfilm, der u. a. unter der Regie von George Marshall entstand und Ende 1942 veröffentlicht wurde.

## Hintergrund
Star Spangled Rhythm wurde 1942 als Produktion der Paramount Pictures zur speziellen Verwendung als Truppenunterhaltung während des Zweiten Weltkriegs gedreht. Der Film entstand nach dem Drehbuch von Harry Tugend mit Sketchen u. a. von Melvin Frank und George S. Kaufman. Die Filmmusik steuerte Robert Emmett Dolan bei; die Filmsongs stammten von Harold Arlen und Johnny Mercer. Zu den mitwirkenden Stars gehörten Bing Crosby, Bob Hope, Dorothy Lamour, Paulette Goddard und Fred MacMurray.
Die Figur des B.G. DeSoto ist dem Paramount-Produzenten B. G. DeSylva nachempfunden, die des Y. Frank Freemont dem damaligen Paramount-Vizechef Y. Frank Freeman. Kurzauftritte hatten (teilweise ohne Sprechrolle) u. a. Rod Cameron, Eva Gabor, Cecil Kellaway, Matt McHugh, Robert Preston und Woody Strode. Star Spangled Rhythm war das Filmdebüt von Bing Crosbys Sohn, Gary Crosby, der damals neun Jahre alt war. Tom Dugan, der in der Rolle Adolf Hitlers auftritt, spielt auch die Figur des Bronski. Dugan hatte bereits Hitler in Ernst Lubitschs Komödie Sein oder Nichtsein (1942) gespielt.

## Produktion
Der Arbeitstitel von Star Spangled Rhythm war Thumbs Up.  Paramount kaufte von Arthur Ross und Fred Saidy die Rechte zur Verwendung von zwei Sketchen aus deren Musical-Revue Rally Round the Girls, die in dem Film Verwendung fanden.  Die Sequenz mit dem Song That Old Black Magic, die unter der Regie von A. Edward Sutherland entstand, sollte ursprünglich von René Clair gedreht werden, der aber zur Zeit der Dreharbeiten nicht zur Verfügung stand.
Der Film entstand zwischen dem 11. Juni und dem 23. Juli 1942 in den Paramount-Studios in der Melrose Avenue in Hollywood. Weitere Dreharbeiten fanden im Naval Training Center in San Diego statt. Die Produktionskosten des Films betrugen $1.127.989. Premiere feierte der Film am 30. Dezember 1942 in New York City; ab Januar 1943 wurde er landesweit gestartet.
1943 verklagte Broncho Billy Anderson Paramount wegen der unerlaubten Verwendung des Namens Broncho Billy; er beanstandete, dass die Filmfigur des Bronco Billy in Star Spangled Rhythm ein „abgehalfterter Schauspieler“ (washed-up and broken-down actor) sei, in der er sich falsch verkörpert sah.

## Handlung
Pop Webster ist ein ehemaliger Stummfilmstar, der als „Bronco Billy“ bekannt war und inzwischen als Pförtner am Haupttor der Paramount Pictures arbeitet. Allerdings hat er seinem Sohn Johnny, der in der Kriegsmarine dient, erzählt, er sei Vice President der Produktionsabteilung. Als sich Johnny in Hollywood während eines Landaufenthalts sehen lässt, sorgen Pop und die Studio-Telefonistin Polly Judson dafür, die Illusion für Johnny und seine Matrosenfreunde aufrechtzuerhalten, dass Pop eine große Figur im Studio sei. Als Pop vorschlägt, eine Varieté-Show für die Marine mit allen Paramount-Stars zu produzieren, verkomplizieren sich die Dinge, doch Polly überredet Bob Hope und Bing Crosby, an der Show mitzuwirken, und diese bringen die restlichen Stars dazu.

## Songs
Die in Star Spangled Rhythm dargebotenen Songs wurden von Harold Arlen (Musik) und Johnny Mercer (Text) geschrieben.
- Hit the Road to Dreamland – interpretiert von Mary Martin, Dick Powell und dem Golden Gate Quartet
- I'm Doing It for Defense – Betty Hutton
- Old Glory –  Bing Crosby und Chor
- He Loved Me Till the All-Clear Came
- On the Swing Shift – Marjorie Reynolds, Betty Jane Rhodes und Dona Drake
- Sharp as a Tack – Eddie Anderson, Katherine Dunham, Slim Gaillard und Slam Stewart, Woody Strode
- A Sweater, Sarong and a Peek-A-Boo Bang – Paulette Goddard, Dorothy Lamour und Veronica Lake (synchronisiert von Martha Mears), und von Arthur Treacher, Walter Catlett and Sterling Holloway
- That Old Black Magic – Johnny Johnston (Gesang) und Vera Zorina (Tanz)

## Auszeichnungen
Star Spangled Rhythm erhielt 1944 eine Oscar-Nominierung in der Kategorie Bester Song für den Filmsong That Old Black Magic von Harold Arlen und Johnny Mercer. Eine weitere Oscarnominierung erhielt Robert Emmett Dolan für die Beste Filmmusik – Musical.